# Курт Шмід (диригент)
Курт Шмід (нім. Kurt Schmid; 29 квітня 1942 , Відень  — 9 травня 2025 ) — австрійський та український диригент і композитор, почесний головний диригент академічного симфонічного оркестру Луганської обласної філармонії.
Станом на літо 2021 року Курт Шмід був автором понад 620 музичних творів.

## Життєпис
Курт Шмід народився в 1942 році у Відні в родині музикантів. У 1963 році він з відзнакою закінчив Віденський університет музики, де навчався у професора Рудольфа Джеттеля. Після випуску працював кларнетистом в оркестрі «Tonkünstler» Нижньої Австрії до 2003 року. Грав у різних музичних групах, таких як «Віденський концертний квартет Шраммель» та «Колегіум Відень». З 1970 року викладає, зокрема з 1980 року — в Університеті музики у Відні. Він проводить майстер-класи в Австрії, Японії, Кореї та Україні.
Курт Шмід не зупиняється на кар'єрі кларнетиста і починає займатися диригуванням. Його викладачами з диригування були Ганс Сваровскі, Вальтер Коберер, Карл Естеррайхер, Ервін Ацел і Сейджи Осава. Синтезуючи якості кларнетиста і диригента, Курт Шмід у 1993 році стає художнім керівником і диригентом «Віденського оркестру кларнетистів» (Wiener Klarinetten Orchester).
У 1993 році він став художнім віце-президентом Віденського музичного семінару. У 1998 році він заснував «Віденський Штраус-гала-оркестр» (Strauss Gala Orchester Wien), з яким регулярно гастролює в Японії, а також дає концерти в Австрії та Іспанії. З 1999 року — почесний директор і диригент Симфонічного оркестру Державної філармонії Орадя (Румунія).
З 2001 року диригує в Україні, зокрема у Львові, Києві, Харкові та інших містах. У 2002 році став почесним диригентом Філармонічного товариства у Чернівцях. Його діяльність включає численні концертні тури Симфонічного оркестру філармонії Луганська в Австрії. Під його керівництвом вперше виконувалися Дев'ята симфонія Бетховена та Карміна Бурана Карла Орфа в Луганську. З 2003 року викладає в Луганському національному педагогічному університеті, де у 2004 році отримав звання «Dr. honoris causa».
У 2007 році був відзначений орденом «За заслуги» в Україні, а у 2010 році отримав Австрійський Хрест Пошани за науку та мистецтво. З 2017 року диригує Академічним симфонічним оркестром Луганська у різних містах Австрії. У 2019 році виступав у Карнегі-Холі в Нью-Йорку, диригуючи аріями Моцарта та іншими творами. У 2020 році обраний президентом Віденського музичного семінару.
Курт Шмід написав понад 753 опери, зокрема балет «Квітка Вогню», прем'єру якого провели у Відні у 2007 році.
Курт Шмід є музичним директором «Euro Music Festival» в Кореї.
Помер 9 травня 2025 року.

## Нагороди
- У 2010 році Курт Шмід був нагороджений австрійським почесним хрестом «За науку та мистецтво» I класу — найвищою державною нагородою Австрії у цій сфері.
- 19 квітня 2007 року — орден «За заслуги» III ступеня (Україна)[4].
- 2015 — Почесна відзнака Луганської обласної військово-цивільної адміністрації «За розвиток регіону»[5].
- срібна почесна медаль міста Відня, нагорода міжнародної академічного фонду популярності «Золота Фортуна» (Київ, Україна)
- медаль III ступеня «За значний внесок у розвиток культури Луганської області»
- почесна відзнака «За розвиток Луганської області»
- почесний знак відзнаки «За заслуги перед Луганськом»

## Світлини

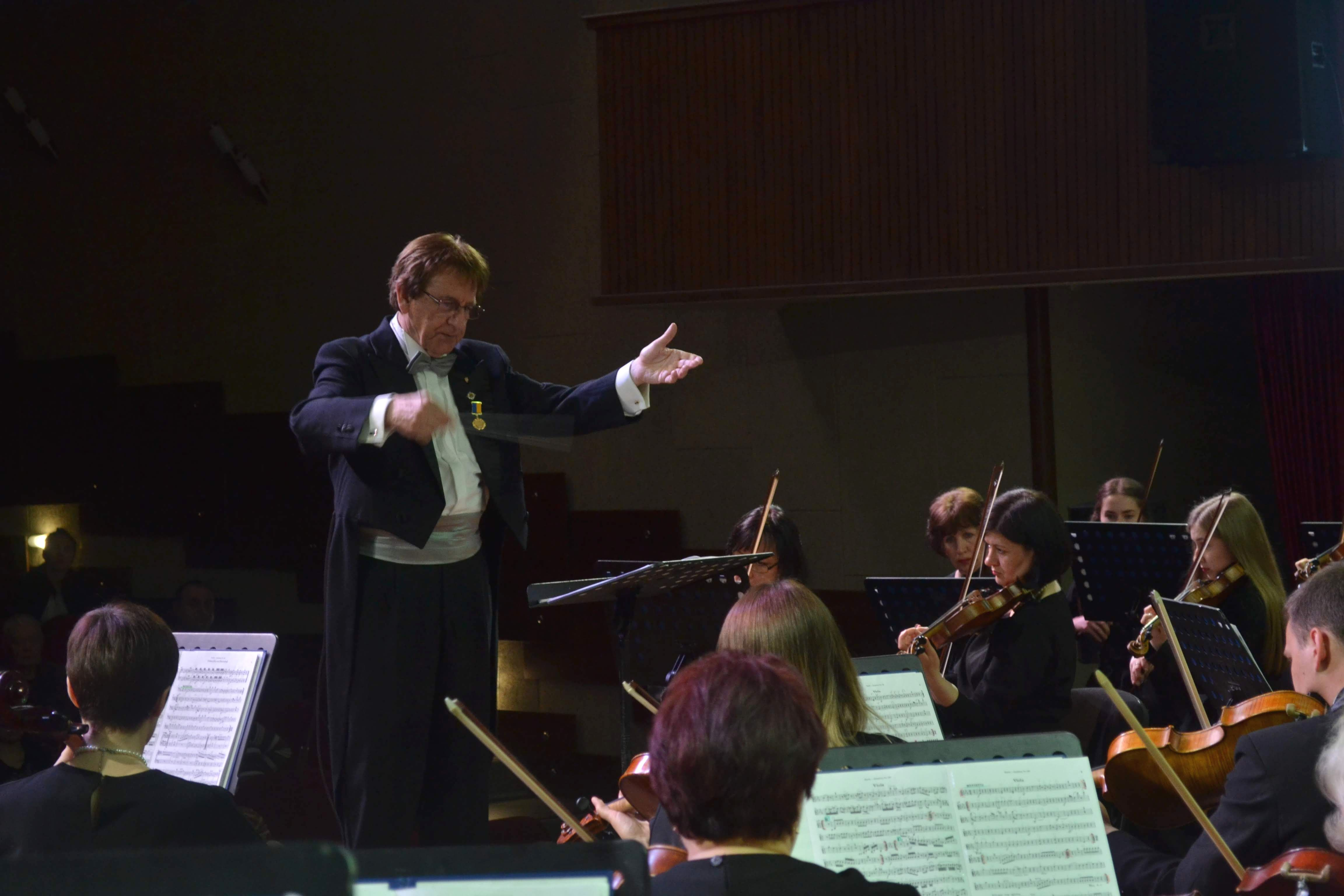
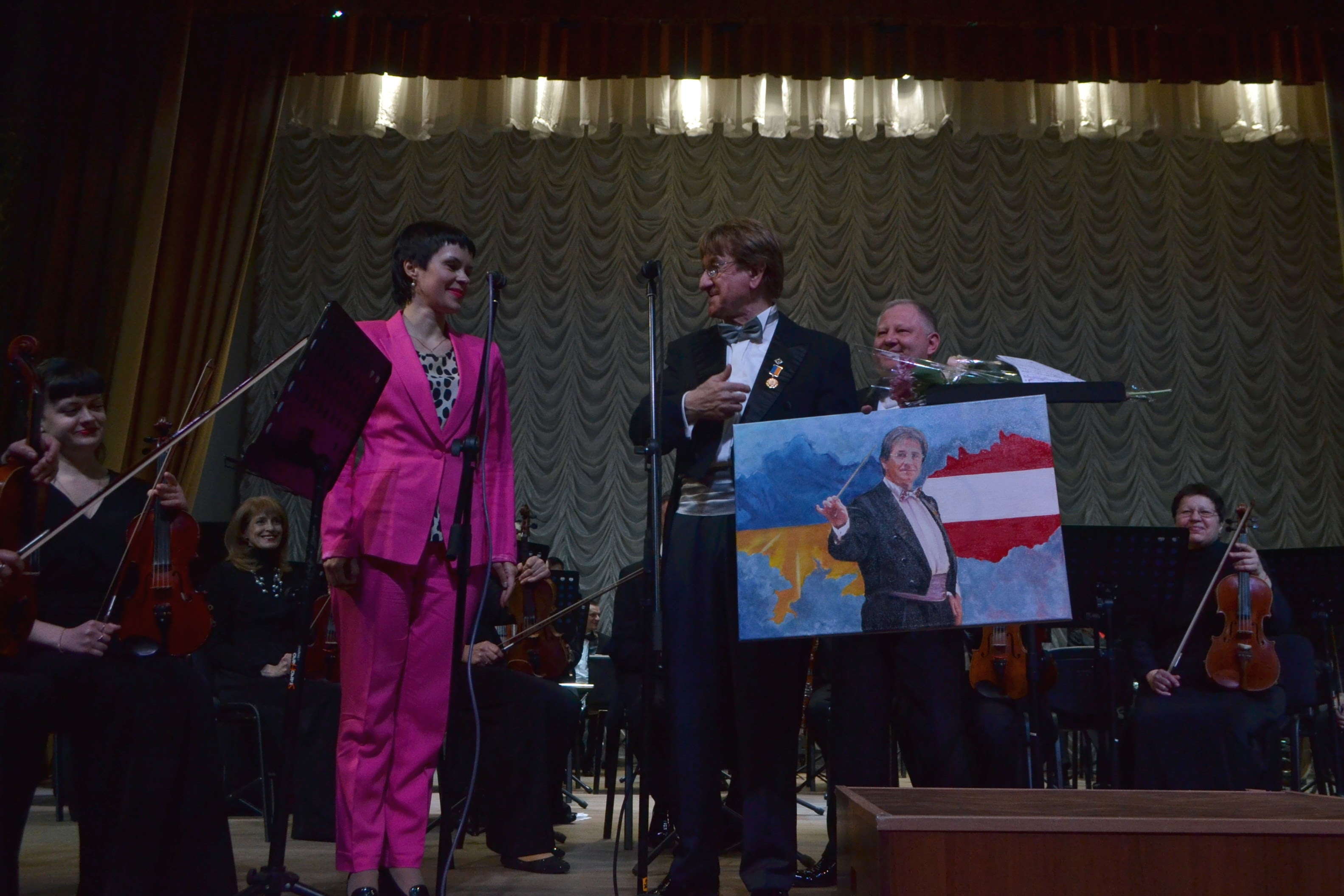
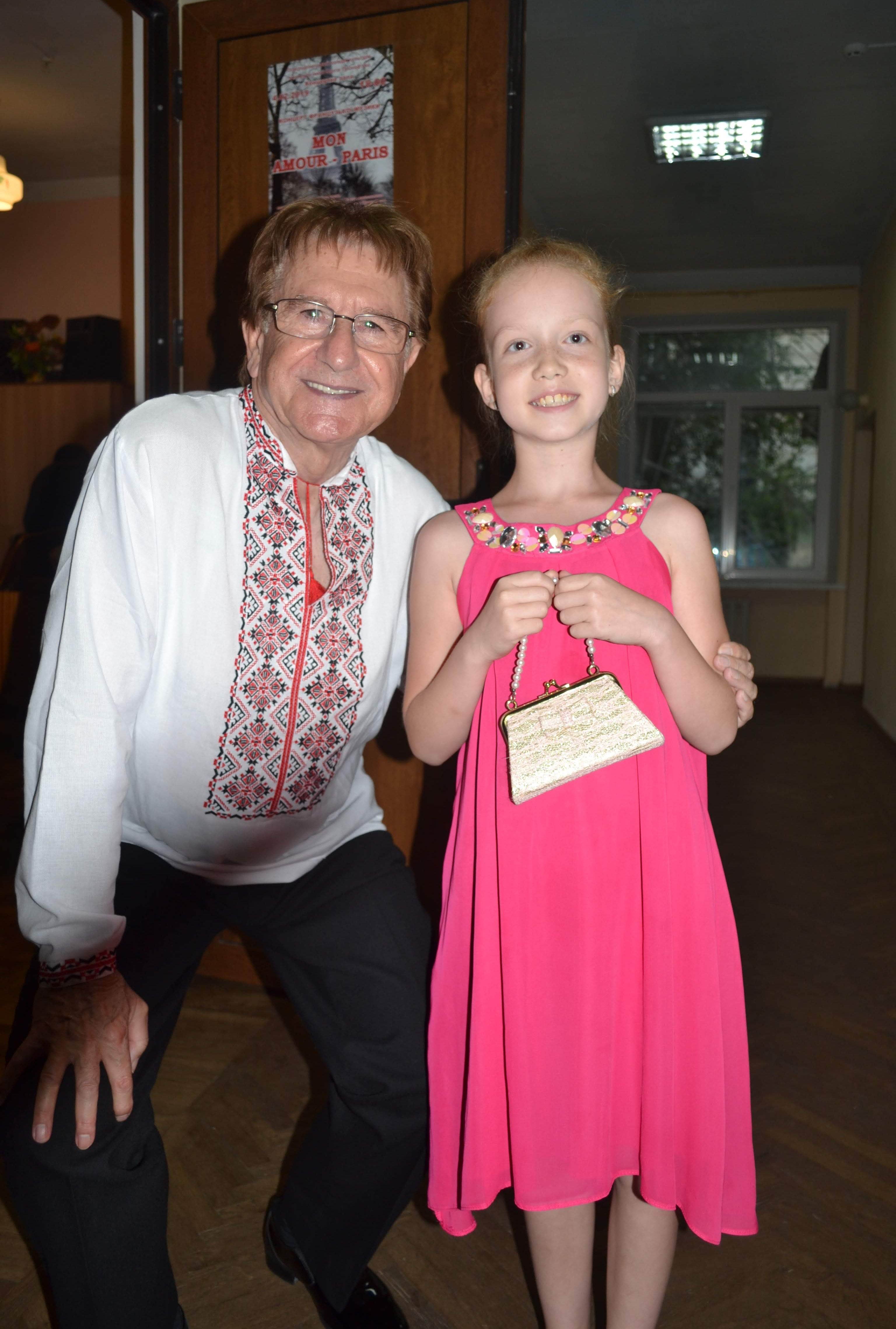